# GigE Vision

GigE Vision Logo

GigE Vision ist ein Mitte 2006 verabschiedeter Interface-Standard aus der industriellen Bildverarbeitung. Er ermöglicht den einfachen Anschluss von Industriekameras an vorhandene Netzwerksysteme durch die Nutzung des Gigabit-Ethernet-Standards.

## Entstehung
Der Standard entsprang einem Komitee aus circa 50 Firmen, die 12 Initiatoren waren Adimec, Andor Technology, Atmel, Basler, CyberOptics, Dalsa, JAI A/S, JAI PULNiX, Matrox, National Instruments, Photonfocus, Pleora Technologies und Stemmer Imaging. Die Automated Imaging Association (AIA) überwachte die Entwicklung. GigE Vision ist eine eingetragene Marke der AIA. 
GigE Vision basiert auf UDP / IPv4 und hat sich zum Ziel gesetzt größtmögliche Kompatibilität zwischen Kamera-, Hard- und Softwareherstellern zu gewährleisten. Der Standard selbst ist nicht öffentlich zugänglich und nur für Mitglieder der AIA einsehbar. Eine Konsequenz daraus ist, dass nur AIA Mitglieder GigE Vision kompatible Produkte entwickeln können und dies, anders als beispielsweise bei DCAM, keine Open-Source-Implementierungen ermöglicht.

## Eigenschaften
Features des GigE Vision Standards:
- Hohe Datenraten – bis zu 1000 Mbit/s (basierend auf Gigabit-Ethernet);
- Kabellängen bis zu 100 Meter ohne Verstärkung, mehr als beispielsweise Firewire, USB oder CameraLink;
- Basierend auf bestehenden Ethernet-Standards und vorhandener Hard- und Software.

Der GigE Vision Standard besteht im Wesentlichen aus vier Elementen:
- Das GigE Vision Control Protocol (GVCP). Verwendet UDP und definiert wie ein Gerät anzusprechen ist. Spezifiziert Datenkanäle und Mechanismen für die Übertragung von Bildern und Konfigurationsdaten zwischen PC und Kamera;
- GigE Vision Stream Protocol (GVSP). Spezifiziert die verschiedenen Datentypen und Übertragungsarten um Bilder zu transferieren. Zur Übertragung wird UDP verwendet. GigE Vision beinhaltet aber selbst die optionale Möglichkeit des Packet Resend um Übertragungsfehler zu beheben;
- GigE Device Discovery Mechanism. Umfasst das Auffinden von Kameras im Netzwerk;
- Eine XML-Datei, die eine Beschreibung der Kamera enthält, basierend auf dem GenICam-Standard[2]. Erlaubt den Zugriff auf Kameradaten und Bilder.

Auch wenn sich der Standard direkt auf Gigabit-Ethernet bezieht, kann jede beliebige Ethernetvariante genutzt werden.

## Vorteile
Der Standard bietet gegenüber den vorhandenen Anschlüssen, wie CameraLink oder Firewire mehrere Vorteile. Durch die Nutzung der Gigabit-Ethernet-Technologie kann auf herkömmliche Netzwerkkabel zurückgegriffen werden, was neben der größeren Reichweite auch niedrigere Kosten bedeutet. Ein weiterer Vorteil ist, dass die benötigten Netzwerkkabel bei Installation an unzugänglichen Stellen vor Ort konfektioniert werden können.
Mit dem GenICam Standard wird eine einheitliche Softwareschnittstelle definiert. Dies ermöglicht herstellerunabhängig Software zu entwickeln, die beliebige GigE-Vision-Kameras nutzen kann.